# 9685 Кортевеґ
9685 Кортевеґ (9685 Korteweg) — астероїд головного поясу, відкритий 24 вересня 1960 року.
Тіссеранів параметр щодо Юпітера — 3,500.
Названий на честь Дідеріка Кортевеґа, нідерландського математика, професора Амстердамського університету, який вивів рівняння Кортевеґа—де Фріза.